# الناعورة (حمص)
تقع غربي حمص ب 35كم²
متاخمة للحدود اللبنانية
عدد سكانها حوالي ال2500نسمة
فيها مدرسة ابتدائية ومدرسة إعدادية وثانوية
بالإضافة إلى وجود مستوصف وجمعية فلاحية
وتقول بعض «الاساطير» البالية بأن هذه القرية كانت صغيرة ومن ثم توسعت وضمت ما يسمى بالغاصبية إلى حدودها ليصبح هنالك (الناعورة الفوقانية ـ والناعورة التحتانية ـ علوان<تل الزهور>ـ حارة المهاجرين)ولكن هده الروايات لا اساس لها من الصحة
وتتبع هذه القرية لناحية حديدة بمنطقة تلكلخ
ويعتمد سكانها على الزراعة ولكن في الآونة الأخيرة أصبح الطابع الثقافي واضح بشكل كبير في هذه القرية
‌